# 모페드

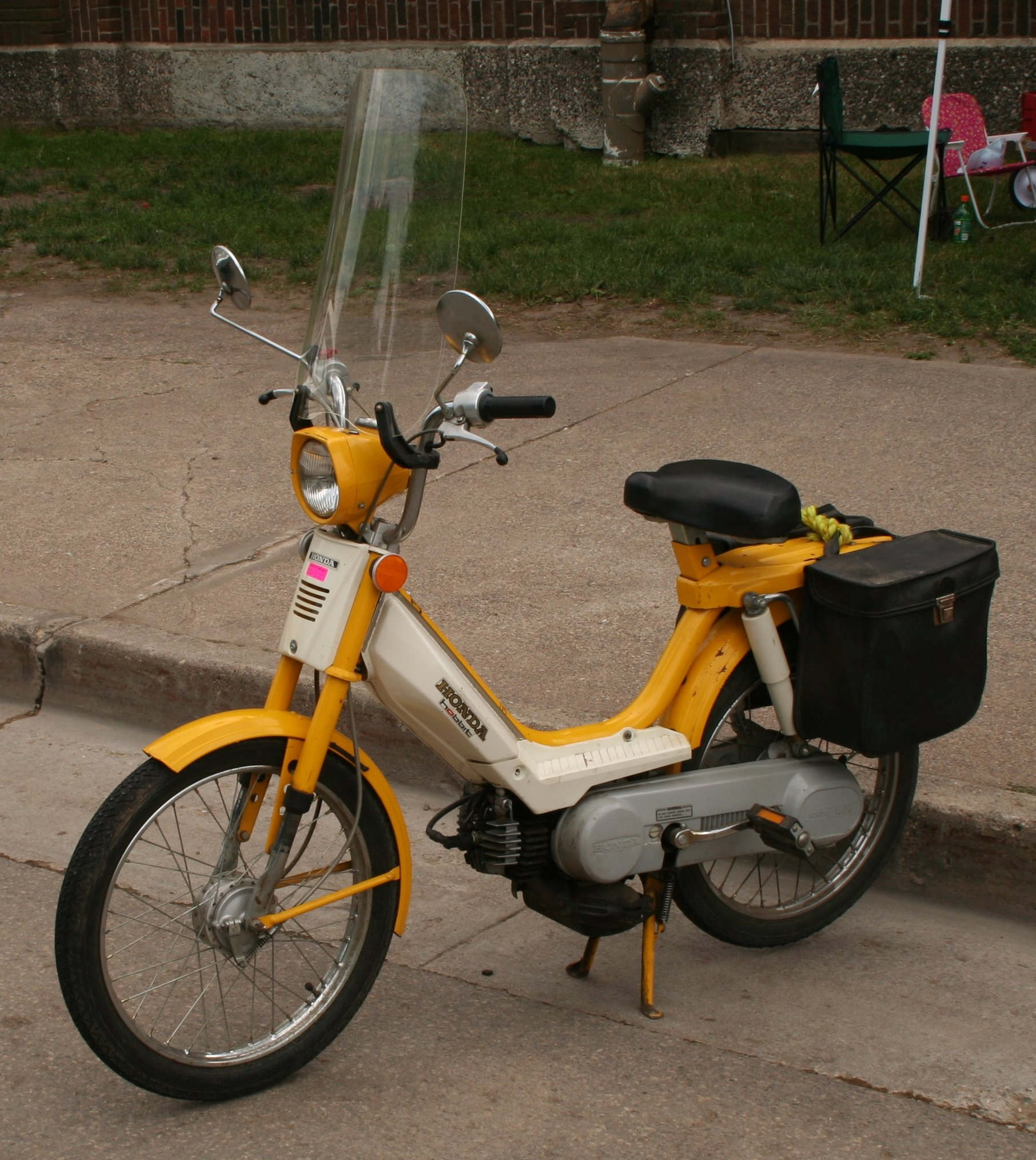

모페드(moped)는 온전한 자전거나 자동차보다 라이선스 요건이 덜한 작은 크기의 모터사이클이다. 이 용어는 자전거 발판과 모터사이클 엔진을 제외한 유사차량을 의미한다. 모페드는 보통 공공도로에서 자전거보다 속도가 조금 더 빠르다. 모페드는 스쿠터와는 구별되는데, 스쿠터는 힘이 더 센 경향이 있어서 더 많은 규제를 받는다.
일부 국가에서 모페드는 100cc 미만의 엔진을 탑재한 모든 모터사이클을 의미하기도 한다. (보통은 50cc 미만)

## 같이 보기
- DL이앤씨
- 전기자전거
- 혼다 기연공업
- 퍼스널 모빌리티
- 푸조
- 피아지오
- 베스파